# Rianilaneuria diminuta
Rianilaneuria diminuta is een haft uit de familie Oligoneuriidae. De wetenschappelijke naam van de soort is voor het eerst geldig gepubliceerd in 2007 door Pescador & Peters.
De soort komt voor in het Afrotropisch gebied.